# Batalla del 19 de marzo
La batalla del 19 de marzo o batalla de Azua fue la primera gran batalla en defensa de la República Dominicana contra el ejército haitiano y se libró el 19 de marzo de 1844. Una fuerza de 2500 soldados dominicanos que fueron reclutados para enfrentarse con el ejército haitiano, una parte del ejército del sur, estaba dirigido por el general Pedro Santana, derrotaron a 10,000 soldados del ejército Haitiano encabezados por el General Souffront.

## Antecedentes
Luego de declarar la independencia dominicana, el presidente haitiano Charles Hérard organizó su ejército con 30 000 hombres. Dicho ejército fue dividido en tres flancos para entrar en la nación recién proclamada. El primero estaba al mando del general Pierrot con 10,000 hombres, que entrarían por el norte y tomarían Santiago y Puerto Plata. El segundo estaba dirigido por el propio Hérard y pretendía tomar Azua.

## 19 de marzo
El 19 de marzo de 1844 se produjo en Azua el enfrentamiento de las tropas dominicanas lideradas por el general Pedro Santana y las tropas haitianas encabezadas por el presidente haitiano, Charles Hérard Ainé. Esta justa implicó el inicio del afianzamiento de las ideas de independencia que se pusieron de manifiesto en el trabucazo del 27 de febrero de 1844. Con la división del ejército haitiano, Hérard pretendía unir la columna del sur con la del norte para atacar a Azua, pero las tropas dominicanas, dirigidas por Fernando Taveras, Vicente Noble, Dionisio Reyes, y Pedro Santana las fuerzas del General Broum que estaban posicionadas en las Marías, desarrollándose el primer combate en la fuente de Rodeo.
Por otro lado, las tropas del general Souffrand avanzaron hacia Azua, enfrentándose en el Paso de la Hicotea con los dominicanos comandados por Manuel Mora. Las tropas de Hérard pasaron por los Jovillos persiguiendo a Luis Álvarez, pero las tropas dominicanas del General Lucas Díaz, apostadas en el Paso del Jura, atacaron al ejército haitiano.
Al entrar las tropas haitianas a San Juan fueron enfrentadas por José del Carmen García, Francisco Soñé, Lucas Díaz y Jean E. Ceara y desalojándolas del río Jura. El mismo día 19 las fuerzas del jefe haitiano Tomás Héctor entraron en Azua y la encontraron desierta, pero el ataque fue rechazado por los dominicanos. Los haitianos atacaron por el camino de Los Conucos. Allí fueron enfrentados por Matías de Vargas, José Leger y Feliciano Martínez.
En la comunidad El Barro, el ejército haitiano combatió contra las tropas de Duvergé, y luego fueron enfrentados por Nicolás Mañón en el Cerro de Resolí. El ataque provocó la huida de los invasores de nuevo hacia el río Jura. El día 19 los dominicanos se retiraron a Sabana Buey.
Los soldados de Souffrand fueron detenidos en La Hicotea; reiniciaron su marcha el día 20 para unirse a las tropas de Hérard. Esta batalla se inició a las 7 y media de la mañana.
El 19 de marzo las tropas dominicanas estaban posicionadas en puntos estratégicos en la ciudad de Azua. Estaban conformadas por 2500 soldados, entre los que había hateros y monteros, que formaban el ejército de Pedro Santana. Entre estos soldados se hallaban jóvenes azuanos que habían sido entrenados por Antonio Duvergé y Francisco Soñé.
Las tropas criollas estaban repartidas entre El Camino del Barro, donde se encontraba la fusilería azuana comandada por el capitán Vicente Noble; en La Loma de Resolí, 200 hombres al mando de Nicolás Mañón; en el centro de la villa había dos cañones, uno manejado por Francisco Soñé y otro por José del Carmen García. Camino a Los Conucos y Las Clavelinas se encontraba una fuerza de artillería comandada por Matías de Vargas, José Leger y Federico Martínez.

## La batalla
El 19 de marzo en la mañana, el General Hérard organizaba su ejército con el fin de atacar a las tropas dominicanas, pero los dominicanos atacaron a los haitianos que avanzaban por El Camino de los Conucos. El enemigo fue rechazado por el cañón de Francisco Soñé, cuyos impactos dejaron decenas de muertos y un enorme terreno despejado por la metralla en las que minutos antes habían sido compactas filas enemigas. Los comandantes dominicanos, aprovechando el terror causado por la metralla, ordenaban cerradas descargas de  fusilería y cargas a machete, motivando que el pánico se apoderara del enemigo y emprendieran la retirada. Al ser decapitado el comandante haitiano Vicent Jean Degales por los comandantes Matías de Vargas, José Leger y Feliciano Martínez, sus tropas (noveno y décimo regimiento) se desplegaron en desorden por falta de jefe. Poco después las tropas haitianas que avanzaban por El Camino del Barro (segundo y sexto regimiento), fueron sorprendidos por el contingente de azuanos, quienes apoyados por la fusilería de Nicolás Mañón, se lanzaron en un asalto de machete que sembró el terror y la muerte.